# Verzweigte Überlagerung
In der Mathematik ist eine verzweigte Überlagerungen eine spezielle stetige Funktion, die man in der Regel zwischen riemannschen Flächen betrachtet. Sie kann in einem gewissen Sinne als Verallgemeinerung der ansonsten aus der Topologie bekannten Überlagerung betrachtet werden.

## Motivation
Eine in der Topologie sehr gebräuchliche Definition lautet folgendermaßen:
Seien {\displaystyle X},{\displaystyle Y} zwei topologische Räume. Eine stetige Funktion {\displaystyle p\colon X\to Y} heißt Überlagerung, falls zu jedem Punkt {\displaystyle y\in Y} eine Umgebung {\displaystyle U} existiert, sodass {\displaystyle p^{-1}[U]} eine disjunkte Vereinigung von offenen Mengen {\displaystyle V_{i}} ist und jedes {\displaystyle V_{i}} durch {\displaystyle p} homöomorph auf {\displaystyle U} abgebildet wird. Die {\displaystyle V_{i}} nennen wir Blätter.
Die Definition hat zur Folge, dass ein Monom {\displaystyle p\colon B_{1}(0)\to B_{1}(0),z\mapsto z^{d}}, {\displaystyle B_{1}(0)\subseteq \mathbb {C} }, für ein natürliches {\displaystyle d>1} keine Überlagerung mehr sein kann. Denn die Ableitung {\displaystyle p'(z)=dz^{d-1}} ist für {\displaystyle z\neq 0} zwar ungleich 0 und lässt sich daher nach dem Satz über die Umkehrabbildung homöomorph auf einzelne disjunkte Blätter abbilden, aber im Punkt {\displaystyle z=0} verzweigen sich die Punkte, d. h. man wird keine Umgebung finden, sodass das Urbild als disjunkte Vereinigung offener Bilder darstellen lässt. Das ist für die Theorie der Riemannschen Flächen ungünstig, da jede nicht-konstante holomorphe Funktion lokal die Gestalt eines Monoms aufweist. Das heißt: Ist {\displaystyle f\colon X\rightarrow Y} eine holomorphe Abbildung zwischen riemannschen Flächen, so gibt es für jeden Punkt {\displaystyle x\in X} Karten {\displaystyle \phi _{x}^{-1}} und {\displaystyle \phi _{f(x)}}, sodass {\displaystyle \phi _{f(x)}\circ f\circ \phi _{x}^{-1}=z^{k}} gilt. Somit kann nach der Definition keine nicht-konstante holomorphe Funktion eine Überlagerung sein. Anschaulich gesagt ist das Hauptproblem die „Verzweigung“ eines Monoms im Ursprung, was den Begriff der verzweigten Überlagerung motiviert.

## Definitionen
Im Folgenden ist eine Riemannsche Fläche stets zusammenhängend. Je nach Literatur gibt es unterschiedliche Definitionen und Zugänge zu verzweigten Überlagerungen. Die nachfolgende orientiert sich an die aus dem Buch Riemannsche Flächen von Otto Forster.{\displaystyle ^{S.18}} In der Literatur findet man noch andere Definitionen, die sich aber auf riemannschen Flächen in der Regel nur geringfügig unterscheiden.

### Allgemeine topologische Räume
Seien {\displaystyle X,Y} topologische Räume und {\displaystyle p\colon X\to Y} eine Abbildung.
- Eine Abbildung {\displaystyle p\colon X\to Y} nennen wir Überlagerung, falls sie stetig, offen und diskret ist, d. h. es handelt sich um eine stetige Abbildung, die offene Mengen auf offene Mengen abbildet und jedes einelementige Urbild nur aus isolierten Punkten besteht.
- {\displaystyle x\in X} nennen wir Verzweigungspunkt einer Überlagerung {\displaystyle p}, falls keine Umgebung {\displaystyle U} von {\displaystyle x} existiert, sodass  {\displaystyle p\vert _{U}}injektiv ist.
- Eine Überlagerung {\displaystyle p\colon X\to Y} ist unverzweigt, falls sie keine Verzweigungspunkte besitzt. Ansonsten ist sie verzweigt.

### Holomorphe Abbildungen zwischen Riemannschen Flächen
Es lässt sich zeigen, dass genau dann eine stetige Funktion {\displaystyle f\colon X\rightarrow Y} zwischen riemannschen Flächen eine Überlagerung ist, wenn die Funktion nichtkonstant ist.
- Eine nicht-konstante stetige Funktion {\displaystyle f\colon X\rightarrow Y} zwischen riemannschen Flächen nennen wir holomorphe Überlagerung, falls sie holomorph ist.

- Für jedes {\displaystyle x\in X} gibt es Karten für {\displaystyle x} und {\displaystyle f(x)} und es existiert ein {\displaystyle k_{x}\in \mathbb {N_{>0}} }, sodass die lokale Darstellung von {\displaystyle f} in {\displaystyle x} von der Form {\displaystyle z\mapsto z^{k_{x}}} ist.[2] {\displaystyle ^{S.10}} Dieses {\displaystyle k_{x}\in \mathbb {N} } wird als Verzweigungsindex von {\displaystyle f} in {\displaystyle x} bezeichnet. Ein Punkt {\displaystyle y=f(x)\in Y} heißt Verzweigungspunkt von {\displaystyle f}, wenn {\displaystyle k_{x}\geq 2}.

- Der Grad {\displaystyle \mathrm {deg} (f)} einer nicht-konstante, holomorphe Abbildung {\displaystyle f\colon X\rightarrow Y} zwischen kompakten Riemannschen Flächen ist die Kardinalität der Faser eines nicht-Verzweigungspunktes {\displaystyle y\in Y}, i. e. {\displaystyle deg(f):=|f^{-1}(y)|}. Diese Zahl ist endlich, da für jedes {\displaystyle y\in Y} die Faser {\displaystyle f^{-1}(y)} diskret ist[2] {\displaystyle ^{S.20}} und sie ist wohldefiniert, da für je zwei {\displaystyle y_{1},y_{2}\in Y}, welche keine Verzweigungspunkte sind, gilt: {\displaystyle |f^{-1}(y_{1})|=|f^{-1}(y_{2})|}.[2] {\displaystyle ^{S.29}} Für den Grad gilt:

{\displaystyle d:=\mathrm {deg} (f)=\sum _{x\in f^{-1}(y)}k_{x}}  {\displaystyle ^{S.29}}
Wir sagen dann auch, dass {\displaystyle f} eine {\displaystyle d}-blättrige Überlagerung sei.

## Beispiele
Jede beliebige nicht-konstante holomorphe Funktion ist eine Überlagerung. Verzweigte Überlagerungen spielen in der komplexen Geometrie vor allem im Kontext von Hurwitz-Zahlen eine große Rolle. Dort betrachtet man insbesondere holomorphe Überlagerungen über der Riemannschen Zahlenkugel.
Unverzweigte Überlagerungen entsprechen nicht der Definition der Überlagerung, die im Abschnitt „Motivation“ beschrieben wurde. Solche Überlagerungen nennt man unverzweigte, unbegrenzte Überlagerungen. Entgegen der Intuition sind nicht automatisch alle unverzweigte Überlagerungen unbegrenzt: Die kanonische Inklusion {\displaystyle \iota \colon B_{1}(0)\to \mathbb {C} } ist zwar eine unverzweigte Überlagerung, aber nicht unbegrenzt. Es lässt sich aber zeigen, dass für lokal-kompakte topologische Räume durch die Entfernung aller Verzweigungspunkte und deren Bilder eine unverzweigte, unbegrenzte Überlagerung entsteht.

## Eigenschaften
Für eine holomorphe Überlagerung zwischen Riemannschen Flächen gilt folgendes:
- Die Menge aller Verzweigungspunkte ist diskret.
- Jede eigentliche, holomorphe Überlagerung ist surjektiv.
- Für eine {\displaystyle d}-blättrige Überlagerung gilt

{\displaystyle \chi (X)=d\cdot \chi (Y)-\sum _{x\in X}(\mathrm {mult} _{x}(f)-1),}
wobei {\displaystyle \chi (X)} die Euler-Charakteristik und {\displaystyle \mathrm {mult} _{x}(f)} den Verzweigungsindex von {\displaystyle f} an der Stelle {\displaystyle x} bezeichnet. Das ist die Formel von Riemann-Hurwitz. Bezeichnen wir mit {\displaystyle g} und mit {\displaystyle g'} jeweils die Geschlechter von {\displaystyle X} und {\displaystyle Y}, so wird die Formel von Riemann-Hurwitz häufig in der Form
{\displaystyle 2-2g=d(2-2g')-\sum _{x\in X}(\mathrm {mult} _{x}(f)-1),}
oder
{\displaystyle 2g-2=b+d(2g'-2)}
dargestellt. (Hier macht man sich zunutze, wie die Euler-Charakteristik für eine Mannigfaltigkeit eines bestimmten Geschlechtes ausgerechnet wird).